# Bomun (métro de Séoul)
Pour les articles homonymes, voir Bomun.
Bomun (en coréen : 보문역) est une station de correspondance entre la ligne 6 et la Ligne Ui LRT du métro de Séoul. Elle est située 127-6, Bomun-dong 1-ga, dans l'arrondissement de Seongbuk-gu, à Séoul en Corée du Sud.
Ouverte en 2000, elle devient une station de correspondance en 2017. La station de la ligne 6 est desservie par les rames omnibus qui circulent sur cette ligne et la station de la ligne Ui LRT est desservie par les rames automatiques qui circulent sur cette ligne.

## Situation sur le réseau

Plan du réseau (2023)

Établie en souterrain, Bomun est une station de correspondance entre la ligne 6 et la Ligne Ui LRT du métro de Séoul : sur la ligne 6 elle est située entre la station Changsin, en direction du terminus-ouest Eungam, et la station Anam, en direction du terminus est Sinnae ; sur la Ligne Ui LRT elle est située entre la station Université des femmes Sungshin, en direction du terminus nord Bukhansan Ui, et la  station Sinseol-dong, le terminus sud,.

## Histoire
La station Bomun est mise en service le 15 décembre 2000, lors de l'ouverture à l'exploitation d'une section de la ligne 6 du métro de Séoul.
Elle devient une station de correspondance le 2 septembre 2017, lors de l'ouverture à l'exploitation de la totalité de la ligne Ui LRT,.

## Services aux voyageurs

### Accès et accueil
Les deux lignes se croisent à angle droit en souterrain, la ligne ligne Ui LRT est la plus profonde, il y a de ce fait quatre niveaux en sous-sol. les huit accès-sorties, numérotés de 1 à 8, sont disposés entre la mezzanine de la ligne 6 et les abords du croisement entre la Jibong-ro et la Bomun-ro. Le lien avec l'extérieur est principalement réalisé par des escaliers. Ce dispositif est complété par des ascenseurs. Les relations de correspondances entre les deux lignes disposent d'escaliers, d'escaliers mécaniques et deux ascenseurs. La station est équipée d'automates pour l'achat de titre de transport, identiques à ceux utilisés sur l'ensemble du métro de Séoul, de tourniquet pour le contrôle et des toilettes.

### Station ligne 6
Bomun, est une station de correspondance qui dispose d'un quai central équipé de portes palières et est desservie par les rames omnibus qui circulent sur la ligne 6.

Installations ligne 4
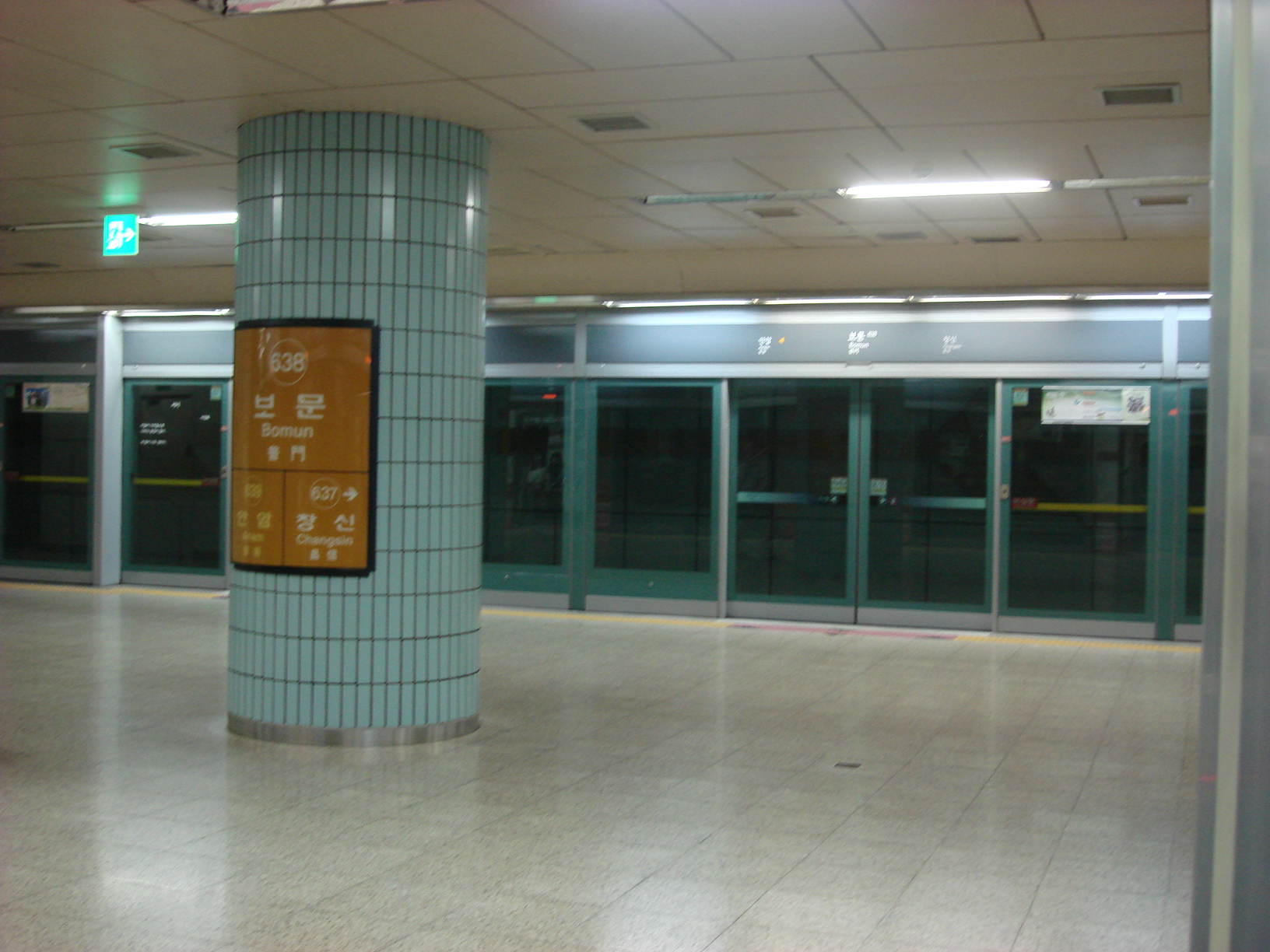
En 2012.
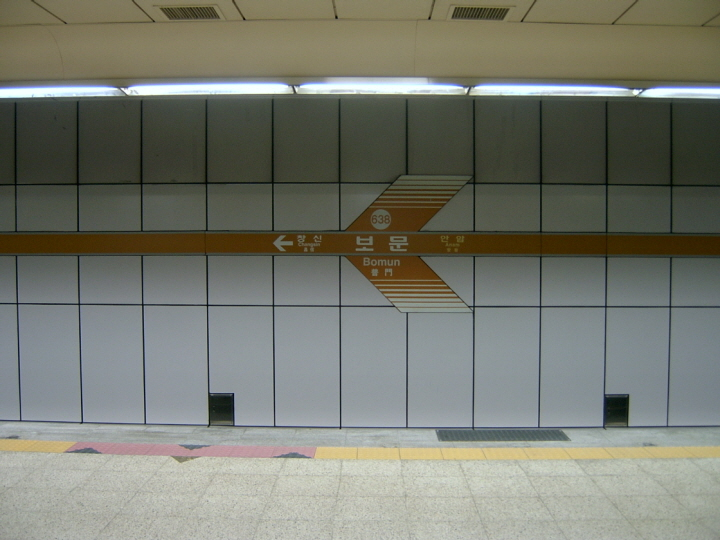
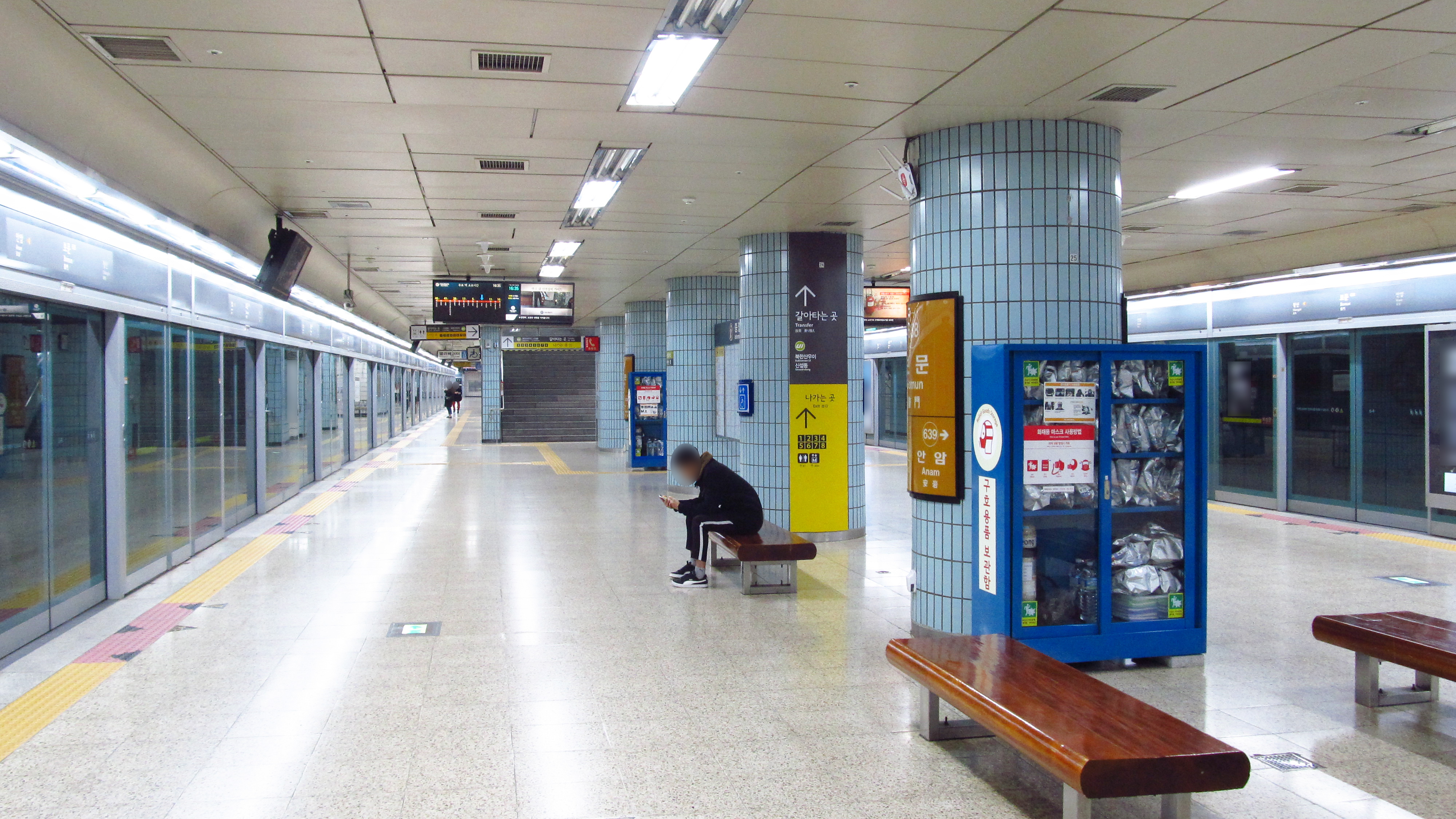
En 2018.

### Station ligne UI LRT
Université des femmes Sungshin, est une station de correspondance qui dispose de deux quais latéraux équipés de portes palières et est desservie par les rames automatiques qui circulent sur la ligne UI LRT.

Installations ligne UI LRT
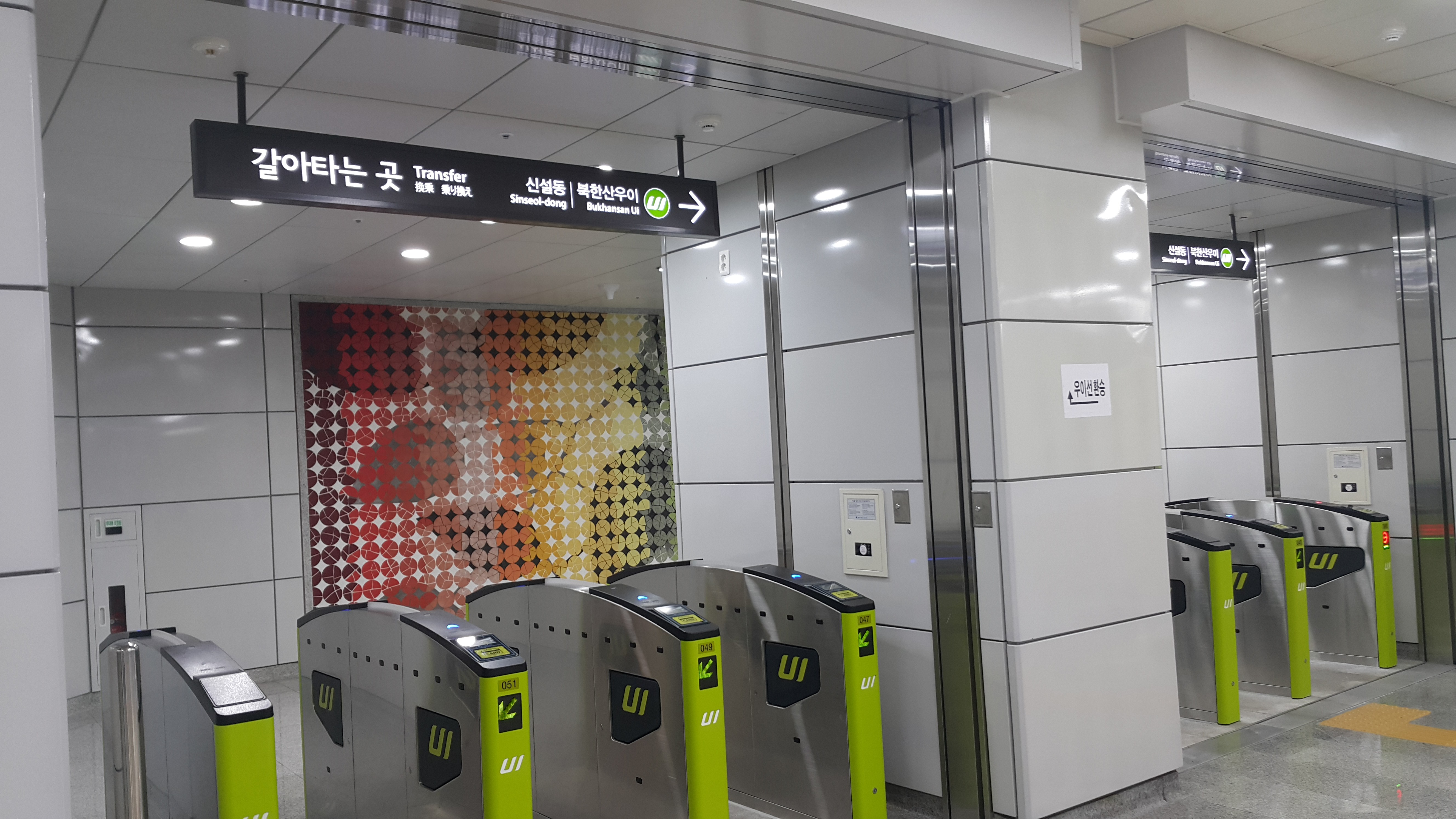
En 2018 passage correspondance.
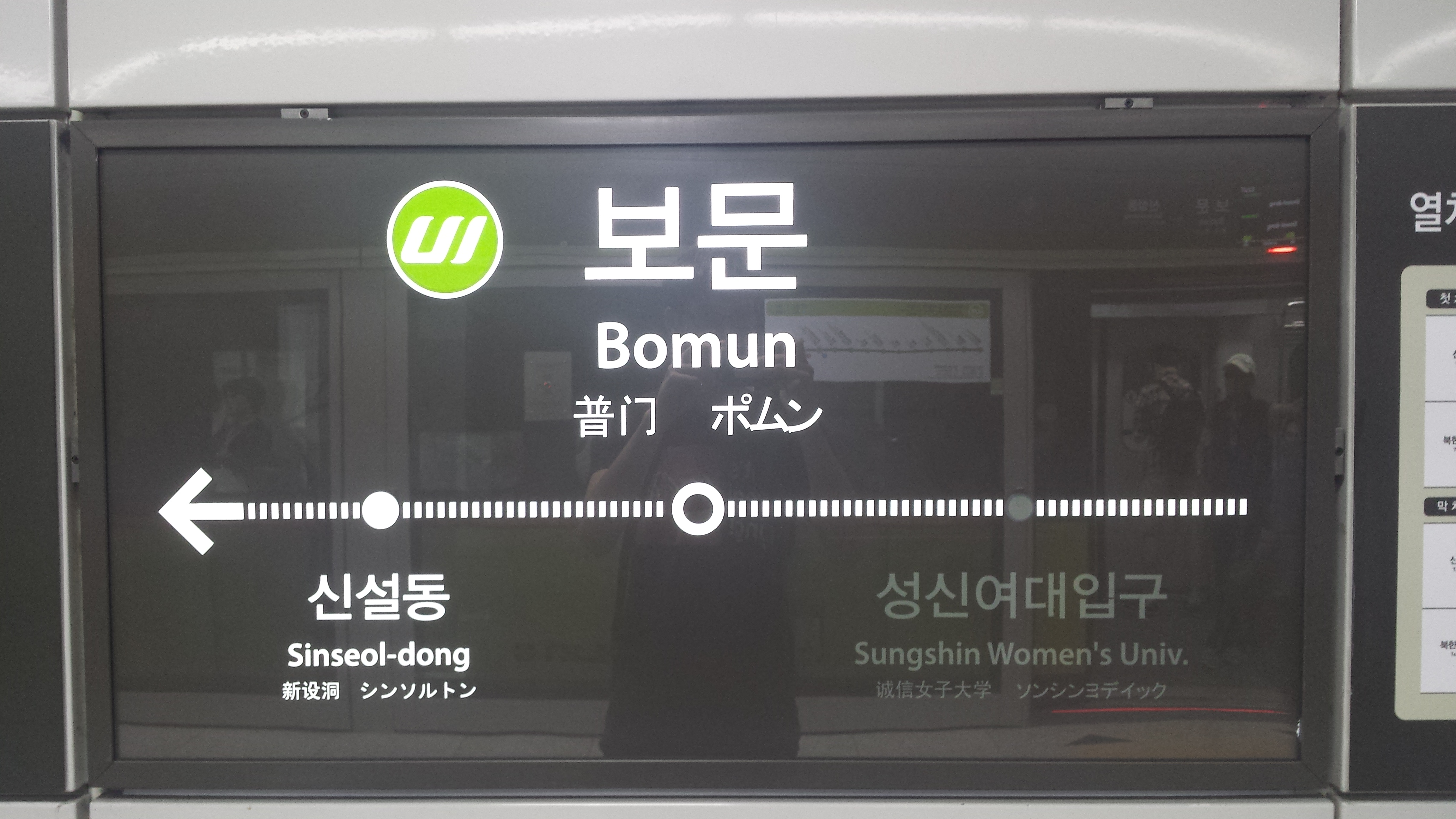
En 2017.
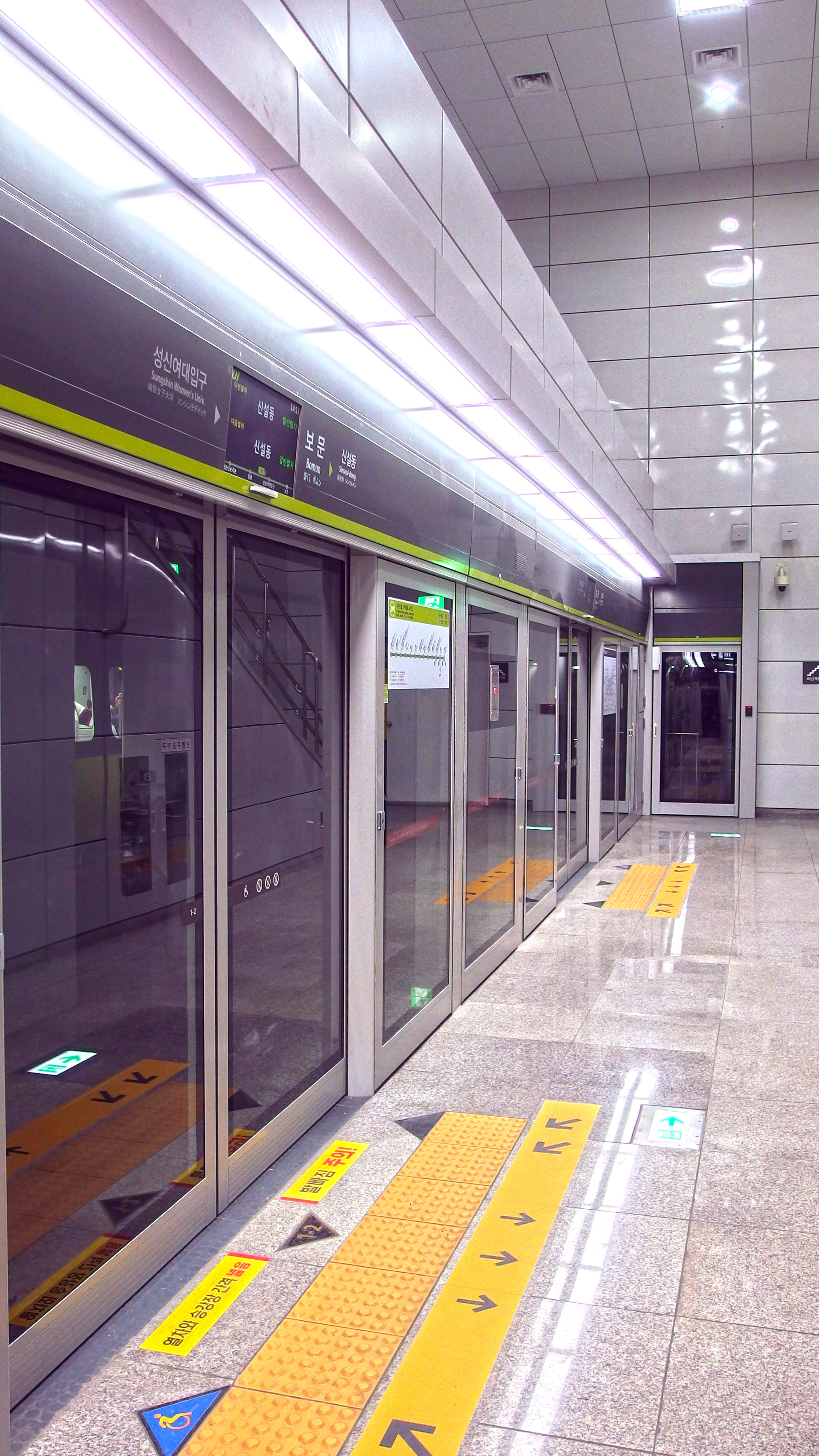
En 2017.

### Intermodalité
Des arrêts de bus sont situés à proximité des accès à la station.

## À proximité
Elle dessert notamment : le temple de Bongeunsa, l'Université du district de Donam, l'Université des femmes Sungshin, l'Université Anam, l'Université de Corée (sciences naturelles).